# Slavonice
Slavonice är en stad i Tjeckien.   Den ligger i distriktet Jindřichův Hradec och regionen Södra Böhmen, i den centrala delen av landet, 140 km sydost om huvudstaden Prag. Slavonice ligger 517 meter över havet och antalet invånare är 2 706.
Terrängen runt Slavonice är lite kuperad.Runt Slavonice är det ganska glesbefolkat, med 38 invånare per kvadratkilometer. Närmaste större samhälle är Dačice, 11,2 km nordost om Slavonice. I omgivningarna runt Slavonice växer i huvudsak blandskog.